# Gustav Turba
Gustav Turba (* 29. Februar 1864 in Zagreb; † 4. November 1935 in Wien) war ein österreichischer Historiker.

## Leben
Er studierte ab 1882 an der Universität Wien Geschichte und wurde 1885 mit der Dissertation Über den Zug Kaiser Karls V. gegen Algier vom Jahre 1541 zum Dr. phil. promoviert. Nach der Lehramtsprüfung für Geschichte und Geographie 1887 unterrichtete er als Gymnasiallehrer. Nach der Habilitation für allgemeine neuere Geschichte 1898 an der Universität Wien wurde seine Venia legendi 1903 auf österreichische Geschichte ausgedehnt. 1909 erhielt er den Titel eines außerordentlichen Professors, war aber weiter als Gymnasiallehrer tätig. 1917 erhielt er eine Professur und hielt bis zu seiner vorzeitigen Pensionierung 1933, deren Gründe unklar sind, Lehrveranstaltungen an der philosophischen und an der juridischen Fakultät. Daneben unterrichtete er als Honorardozent Kulturgeschichte an der Technischen Hochschule Wien. In seiner Forschung beschäftigte sich Turba insbesondere mit rechtshistorischen Themen wie dem Thronfolgerecht.

## Schriften (Auswahl)
- Geschichte des Thronfolgerechtes in allen habsburgischen Ländern bis zur pragmatischen Sanktion Kaiser Karls VI. 1156 bis 1732. Wien 1903.
- Über das rechtliche Verhältnis der Niederlande zum deutschen Reiche. Wien 1903, OCLC 905425547, Digitalisat (In: Dritter Jahresbericht des k. k. Staats-Gymnasiums im XIII. Bezirke in Wien, 1902/03)
- Die pragmatische Sanktion. Authentische Texte samt Erläuterungen und Übersetzungen. Wien 1913.
- Neues über lothringisches und habsburgisches Privateigentum. Wien 1925, OCLC 27299248.